# Simulium donovani
Simulium donovani es una especie de insecto del género Simulium, familia Simuliidae, orden Diptera. Fue descrita por Vargas, 1943.
Se encuentra en el oeste de Estados Unidos hasta Guatemala. Es la única especie del grupo que vive en hábitats desérticos.